# Émile Mazaud
Pour les articles homonymes, voir Mazaud.
Œuvres principales
- La Folle Journée (1920)
- Dardamelle ou Le Cocu (1922)

Émile Mazaud (1884-1970)  est un dramaturge et nouvelliste français. Il est resté dans la postérité pour deux pièces, La Folle Journée et Dardamelle, toutes deux reprises au théâtre et transposées à l'écran, la seconde sous le titre Carnaval.

## Biographie
Émile Louis Mazaud est né le 18 juin 1884 à Paris (18e
arrondissement) d'un père serrurier. 
En 1918, au sortir de la Première Guerre mondiale, il publie, à l'âge de 34 ans, une première nouvelle, Capitaine Bébert aux éditions Albin Michel, illustrée par Naudin, puis l'année suivante Lettres de gosses, chez le même éditeur et toujours illustré par Naudin. C'est une année plus tard, en 1920, qu'il est réellement révélé au public parisien lorsque Jacques Copeauproduit avec succès la première pièce qu'il avait écrite, La Folle Journée, dans son théâtre du Vieux-Colombier.
Mazaud se consacre dès lors principalement au théâtre, et connaît son plus grand succès en 1922 lorsque sa nouvelle pièce, Dardamelle ou le Cocu est mise en scène par Lugné-Poe à la Maison de l'Œuvre. Elle sera reprise au Théâtre du Vieux-Colombier et publiée le 1er janvier 1923 par Gallimard à la Nouvelle Revue française. Il publie ensuite plusieurs autres comédies, dont une sera créée au théâtre des Arts en 1926 et une autre à la radiodiffusion en 1938, ainsi que quelques nouvelles.
Après la Seconde Guerre mondiale, il trouve plus difficilement sa place sur une scène théâtrale en plein renouveau. Il a toutefois la satisfaction de voir sa pièce Dardamelle adaptée au cinéma par Henri Verneuil en 1953 sous le titre Carnaval et sa pièce La Folle Journée reprise plusieurs fois sur des scènes de province et à la télévision. 
Émile Mazaud ne s'est pas marié et n'a pas eu d'enfant. Il décède le 16 juillet 1970 à Paris (19e arrondissement).

## Œuvre théâtrale

### Pièces créées au théâtre
- 1920 : La Folle Journée, comédie en un acte, mise en scène Louis Jouvet, Théâtre du Vieux-Colombier, avec Louis Jouvet et Georges Vitray
- 1922 : Dardamelle ou le Cocu, comédie en trois actes, mise en scène Lugné-Poe, Maison de l'Œuvre, avec Jacques Baumer et Jane Chevrel
- 1926 : L'Un d'eux, comédie en un acte, mise en scène Georges Pitoëff, théâtre des Arts[4].

### Pièces créées à la radio
- 1938 : La Roue de la fortune, comédie en un acte, Radio-Paris[5]
- 1961 : Tombé du nid, comédie en un acte, Radiodiffusion-Télévision Française[5].

### Autres pièces publiées
- 1924 : La Bague, comédie en un acte
- 1925 : Montre ta carte au gendarme, comédie publiée dans Lectures pour tous
- 1926 : La Maison hantée, comédie
- 1930 : Mousquetaires !, comédie en un acte
- 1932 : Soir de Noël, comédie
- 1933 : Appartement à louer, comédie en un acte
- 1937 : Un beau coup à faire, comédie publiée dans Les Annales
- 1937 : Sait-on jamais, comédie.

### Reprises de ses pièces
- 1953 : Dardamelle ou le Cocu, reprise dans une mise en scène d'Henri Rollan à la Comédie-Française, avec Jean Marchat, Lise Delamare et Denise Gence
- 1967 : La Folle Journée, mise en scène Jacques Fornier (reprise).

## Adaptations à l'écran

### Adaptations au cinéma
- 1953 : Carnaval, d'Henri Verneuil, avec Fernandel et Jacqueline Pagnol, adaptation de Dardamelle par Marcel Pagnol.

### Adaptations à la télévision
- 1969 : La Folle Journée de Michel Soutter, avec François Simon et Jean-Luc Bideau.

## Œuvre littéraire
- 1918 : Capitaine Bébert, nouvelle
- 1919 : Lettres de gosses, nouvelle
- 1928 : L'Ami du médecin, nouvelle
- 1932 : Auguste, Rempailleur de chaises, nouvelle